# 鳳凰湖 (加利福尼亞州)
鳳凰湖（英語：Phoenix Lake）是位於美國加利福尼亞州圖奧勒米縣的一個人口普查指定地區。

## 地理
鳳凰湖的座標為38°00′33″N 120°11′16″W / 38.00917°N 120.18778°W，而該地最高點為海拔高度741米（即2431英尺）。

## 人口
根據2010年美國人口普查的數據，鳳凰湖的面積為28.850平方千米，當中陸地面積為28.516平方千米，而水域面積為0.334平方千米。當地共有人口4,269人。